# Mike Farino
Mike Farino (* 23. Mai 1977 in Wien) ist ein fiktiver Musiker, Schauspieler und ehemaliger Schlagerstar.

## Karriere
Kurzfilm (2012)
Seinen ersten Auftritt hatte Mike Farino im Kurzfilm „Vaya Con Dios“ von Manuel Johns, Michael Fuith und Alexander Stecher im Jahr 2012. Der Film wurde für das Instant 36 Kurzfilmfestival produziert und mit dem Publikumspreis sowie 3. Platz ausgezeichnet. Es zeigt das emotionale Vorhaben, ein Musikvideo zum neuen Hit Vaya Con Dios zu drehen.
Webserie (2018)
Da Farinos authentische Art und leidenschaftliche Musikalität für Begeisterung sorgte, wurde der bewegende Versuch eines Schlager-Comebacks in der sechsteiligen Doku-Soap Farino - Comeback der Sehnsucht von einem Filmteam begleitet. Dies verhalf ihm zu einer stetig wachsenden Fangemeinde, weit über die Schlagerwelt hinaus.
Musikvideo (2018)
Als Dankeschön an seine Fans produzierte er mit Jeanette ein Musikvideo zu seiner Hit-Single „Vaya Con Dios“. Da Ferdinand fka Left Boy darin gigantisches Potenzial sah, veröffentlichte dieser das Musikvideo auf seinem Kanal und konnte mit dem Südseefeeling von Mike Farino eine neue Generation in seinen Bann ziehen.

### Diskografie
- Mike Farino - Vaya Con Dios

### Filmografie
- 2012: Vaya Con Dios
- 2018: Farino - Comeback der Sehnsucht
- 2025: Werbegesicht

### Musikvideos
- Mike Farino - Vaya Con Dios

## Soziale Medien und Fan-Community
Mike Farino gewährt seinen Fans über seine sozialen Netzwerke direkte Einblicke in sein aufregendes Leben. Über TikTok und Instagram teilt er seine musikalischen Erfolge, persönliche Momente und Updates zu seinen Projekten.